# Trần Duy Khánh
Trần Duy Khánh (sinh ngày 20 tháng 7 năm 1997) là một cầu thủ bóng đá Việt Nam hiện thi đấu ở vị trí tiền vệ cho câu lạc bộ Becamex Bình Dương tại Giải bóng đá vô địch quốc gia Việt Nam

## Danh hiệu
Becamex Bình Dương
- Cúp Quốc gia: 
  - Vô địch mùa giải 2018
  - Á quân mùa giải 2017
- Siêu cúp bóng đá Việt Nam: 
  - Vô địch mùa giải 2016
  - Á quân mùa giải 2019